# Districtul Aschaffenburg
Districtul Aschaffenburg este un district rural (în germană: Landkreis) din landul Bavaria (Bayern), Germania. Sediul administrativ al districtului se află în orașul Aschaffenburg (care însă nu face parte el însuși din districtul rural Aschaffenburg).

## Orașe și comune
| orașe 1. Alzenau (19.079) | comune 1. Bessenbach (5.944) 2. Blankenbach (1.654) 3. Dammbach (1.906) 4. Geiselbach (2.130) 5. Glattbach (3.460) 6. Goldbach (9.878) 7. Großostheim (16.489) 8. Haibach (8.562) 9. Heigenbrücken (2.398) 10. Heimbuchenthal (2.184) 11. Heinrichsthal (919) 12. Hösbach (13.355) 13. Johannesberg (3.887) 14. Kahl am Main (7.163) 15. Karlstein am Main (8.224) 16. Kleinkahl (1.877) 17. Kleinostheim (8.302) 18. Krombach (2.160) 19. Laufach (5.271) 20. Mainaschaff (8.337) 21. Mespelbrunn (2.292) 22. Mömbris (12.340) 23. Rothenbuch (1.920) 24. Sailauf (3.785) 25. Schöllkrippen (3.845) 26. Sommerkahl (1.179) 27. Stockstadt am Main (7.558) 28. Waldaschaff (4.043) 29. Weibersbrunn (2.109) 30. Westerngrund (1.888) 31. Wiesen (1.117) |

1. 1 2 3  GeoNames